# Bahreinski dinar
Bahreinski dinar, arapski: دينار بحريني, (ISO 4217: BHD) je valuta Bahreina. Dijeli se na 1000 filsa. 1965. zamijenio je dotadašnju rupiju u omjeru 10:1. 
Središnja banka Bahreina izdaje novčanice i kovanice u sljedećim apoenima:
- kovanice: 5, 10, 25, 50, 100, 500 filsa
- novčanice: 1/2, 1, 5, 10 i 20 dinara

## Vanjske poveznice
- Središnja banka Bahreina
- Heiko Otto (ur.). Bahrain Banknoten (Bahreinski novčanice). Pristupljeno 19. svibnja 2017. (njem.) (engl.)